# Jan Børge Poulsen
Jan Børge Poulsen, född 23 mars 1946 i Store Heddinge, är en dansk fotbollstränare. Under sin spelarkarriär spelade han för BK Frem, men blev mer framstående som tränare.
Han värvades till Store Heddinge BK 1976. År 1979 gick han vidare till BK Frem. Senare blev han förbundskapten i Singapores fotbollslandslag och nu Armeniens fotbollslandslag.

## Tränarkarriär
- 1976-1978 Store Heddinge BK
- 1979-1980 BK Frem (2. lag)
- 1981-1982 BK Frem
- 1983-1986 Køge Boldklub
- 1987-1989 BK Frem
- 1990-1992 Danmarks fotbollslandslag (assisten för Richard Møller Nielsen)
- 1992-1999 Danmarks U21-herrlandslag i fotboll
- 1999-2002 Singapores herrlandslag i fotboll
- 2004 FC Bornholm
- 2005-2006 Lyngby BK (ungdomar)
- 2006-2007 Jordaniens U20-herrlandslag i fotboll
- 2008-2009 Armeniens herrlandslag i fotboll
- 2010-2012 Tanzanias herrlandslag i fotboll